# Scotiaster inornatus
Scotiaster inornatus är en sjöstjärneart som beskrevs av Jean Baptiste François René Koehler 1907. Scotiaster inornatus ingår i släktet Scotiaster och familjen Ganeriidae. Inga underarter finns listade i Catalogue of Life.